# Oberschöneweide

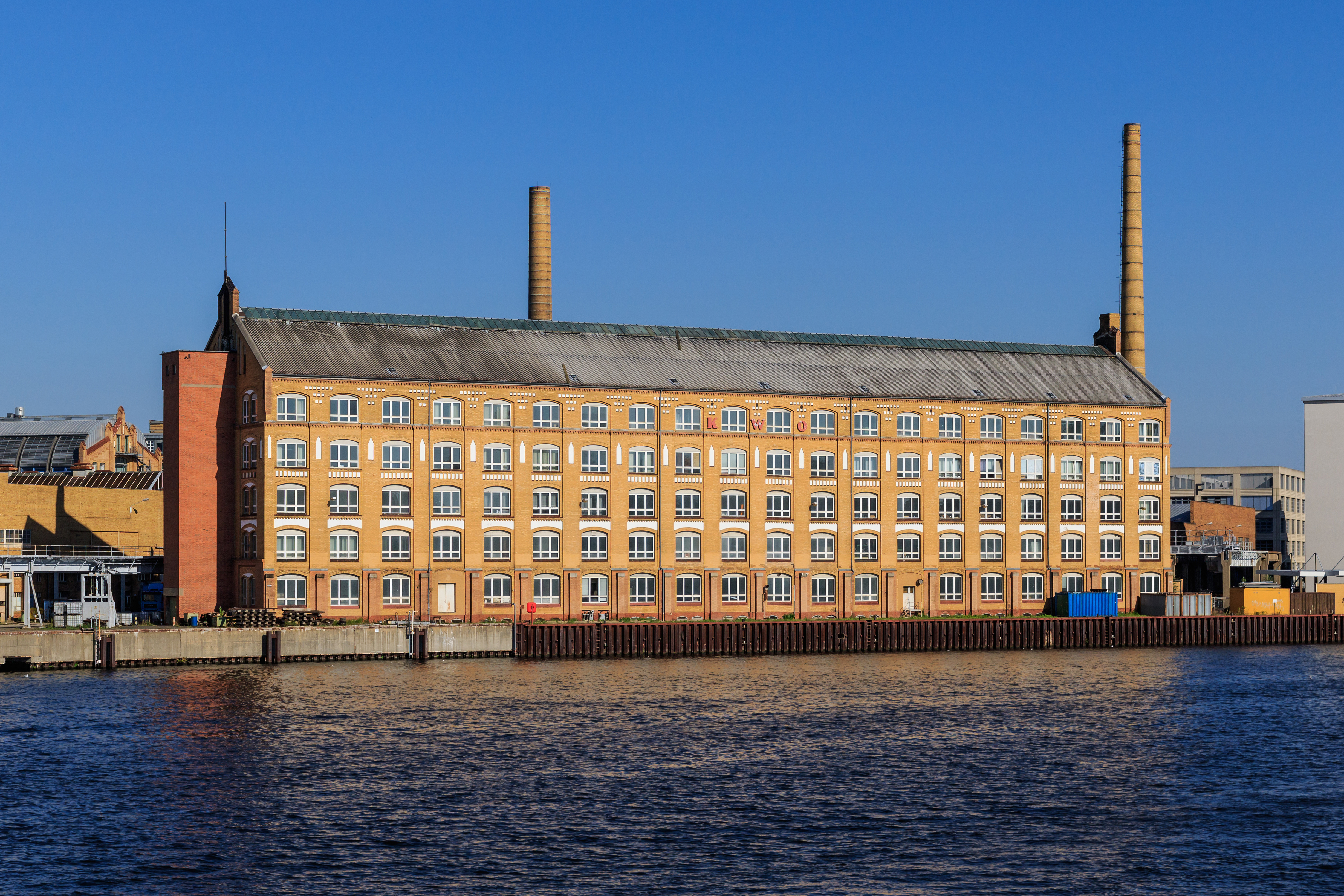
Kabelwerk Oberspree sett från floden Spree.

Oberschöneweide är en stadsdel i stadsdelsområdet Treptow-Köpenick i Berlin. Stadsdelen har 18 919 invånare (2011).  Oberschöneweide ligger vid floden Spree, öster om Berlins centrum, och skiljs från grannstadsdelen Niederschöneweide av floden.  Oberschöneweide är främst känt som en industri- och arbetarstadsdel, med bland annat AEG:s tidigare fabriker. I området ligger Hochschule für Wirtschaft und Technik Berlins södra campus.

## Historia
Platsen Schöneweide omnämns först som Schöne Weyde i en reseberättelse av kurfursten Joakim II av Brandenburg från 1598.  På platsen fanns på 1600-talet en krog på landsvägen mellan Berlin och Köpenick.  Under 1800-talet kom nöjeslokalen Wilhelminenhof i Schöneweide att bli ett populärt utflyktsmål för Berlinbor.  
1890 byggde AEG sin första fabrik i Oberschöneweide och utökade snabbt verksamheten under åren fram till första världskriget.  I Oberschöneweide fanns bland annat AEG:s batteritillverkning och kabeltillverkning, biltillverkaren NAG som var ett dotterbolag till AEG, samt Tysklands första elverk för växelström.  Omkring fabrikerna växte en arbetarstadsdel upp.  
1920 blev området en del av Stor-Berlin.  De många fabrikerna och den starka arbetarrörelsen i området blev en viktig faktor i att området kom att bli ett viktigt fäste för SPD under Weimarrepubliken och därefter ett av de viktigaste motståndsfästena under Nazityskland och Andra världskriget.
I och med krigsslutet, då Oberschöneweide hamnade i den sovjetiska ockupationssektorn i Östberlin, kom många av de stora företagen i området, inklusive AEG, att istället återuppbygga tillverkningen i Västtyskland.  Under DDR-tiden låg mellan 1956 och 1990 det östtyska statliga radiohuset på Nalepastrasse i Oberschöneweide.
Efter återföreningen 1990 kom många industrilokaler i området att stå tomma efter de stora nedläggningarna av statliga företag från det tidigare DDR.  AEG:s tidigare lokaler inrymmer sedan 2006 Hochschule für Technik und Wirtschaft Berlin (HTW), med omkring 10 000 studenter.

## Kultur och sevärdheter
- Parken Wuhlheide, med:

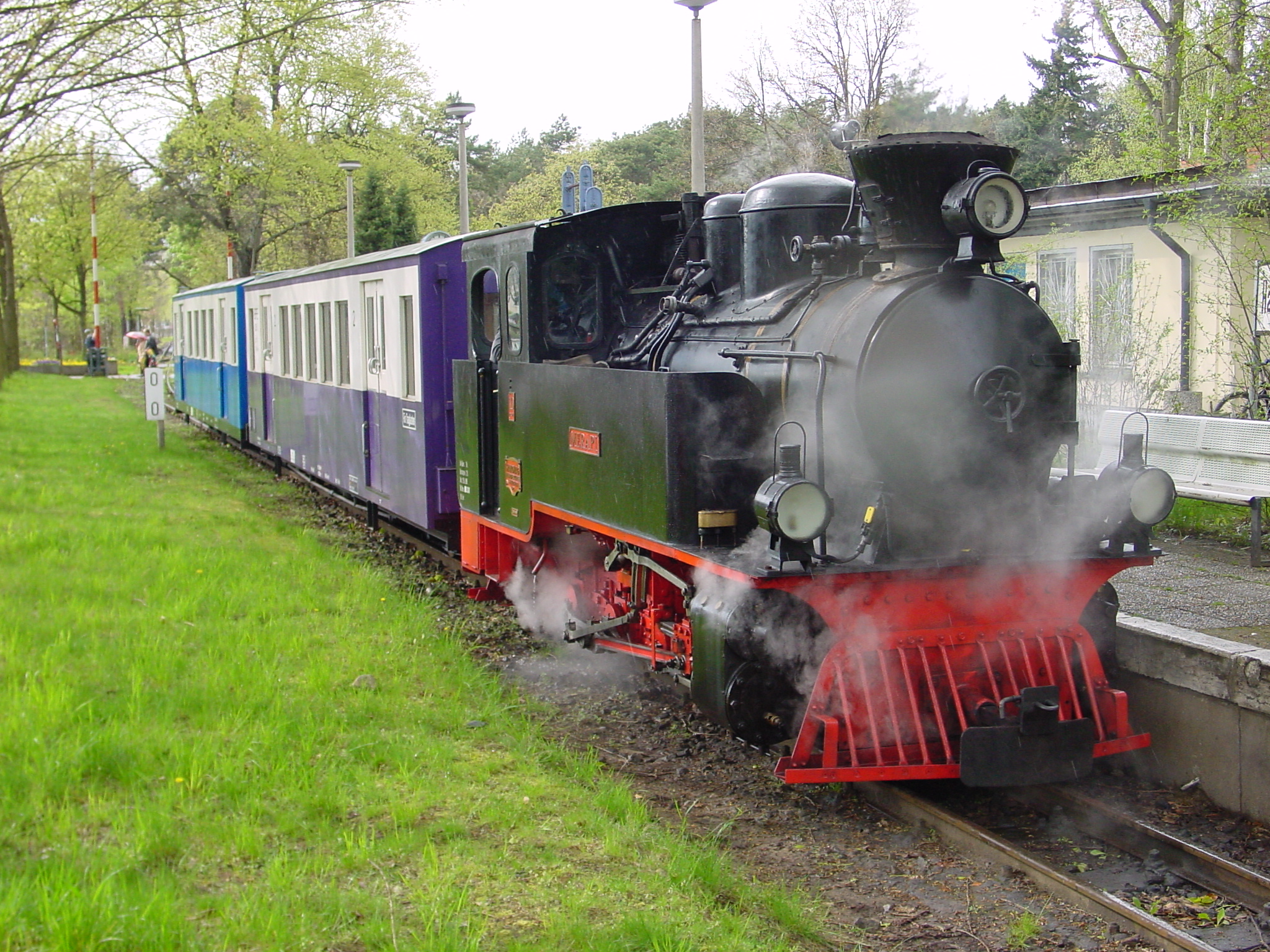
Tåg på Berliner Parkeisenbahn.

  - Waldfriedhof Oberschöneweide, en skogskyrkogård anlagd 1902 efter ritningar av Max Stutterheim på uppdrag av Emil Rathenau. På kyrkogården finns familjen Rathenaus familjegrav, där bland andra utrikesministern Walther Rathenau är begravd.
  - Berliner Parkeisenbahn, en smalspårig järnväg som går runt Wuhlheideparken och drivs som del av parkens fritidsverksamhet för barn och ungdomar.
  - Kindl-Bühne, utomhusscen med plats för 17 000 åskådare som används för konserter sommartid.
- Peter-Behrens-Bau, kulturminnesmärkt industribyggnad på Ostendstrasse med 70 meter högt torn.
- Funkhaus Nalepastrasse, mellan 1956 och 1990 lokaler för Östtysklands statstelevision.
- Kabelwerk Oberspree, tidigare industribyggnad mellan Wilhelminenhofstrasse och Spree.
- Rathenau-Hallen, kultur- och teknikcentrum.
- Industriesalon Schöneweide, forum för industri-teknik-kultur
- Konstnärshuset Atelierhaus79

## Kända invånare
- Emil Rathenau, grundare av AEG.
- Walther Rathenau, Tysklands utrikesminister under Weimarrepubliken, mördad 1922.